# Устецький розріз нижнього девону
Усте́цький ро́зріз ни́жнього дево́ну — геологічна пам'ятка природи місцевого значення в Україні. Розташована на території Чортківського району Тернопільської області, на північний захід від села Устечко, лісове урочище «Нирків», лівий берег річки Дністер.
Площа 1 га. Статус отриманий 1969 року. Перебуває у віданні ДП «Бучацьке лісове господарство» (Дорогичівське лісництво, кв. 65, вид. 15).
Статус надано з метою збереження відкладів нижнього девону (пісковики, алевроліти, аргіліти) червоного кольору. У відкладах трапляються рештки риб, які місцями утворюють прошарки і лінзи кісткової брекчії.
Пам'ятка природи входить до складу національного природного парку «Дністровський каньйон».